# Municipio de Grail
El municipio de Grail (en inglés: Grail Township) es un municipio ubicado en el condado de McKenzie en el estado estadounidense de Dakota del Norte. En el año 2010 tenía una población de 39 habitantes y una densidad poblacional de 0,48 personas por km².

## Geografía
El municipio de Grail se encuentra ubicado en las coordenadas 47°48′15″N 102°50′31″O / 47.80417, -102.84194. Según la Oficina del Censo de los Estados Unidos, el municipio tiene una superficie total de 81.97 km², de la cual 81,96 km² corresponden a tierra firme y (0 %) 0 km² es agua.

## Demografía
Según el censo de 2010, había 39 personas residiendo en el municipio de Grail. La densidad de población era de 0,48 hab./km². De los 39 habitantes, el municipio de Grail estaba compuesto por el 89,74 % blancos y el 10,26 % eran de una mezcla de razas. Del total de la población el 0 % eran hispanos o latinos de cualquier raza.